# Rosemarie Banholzer

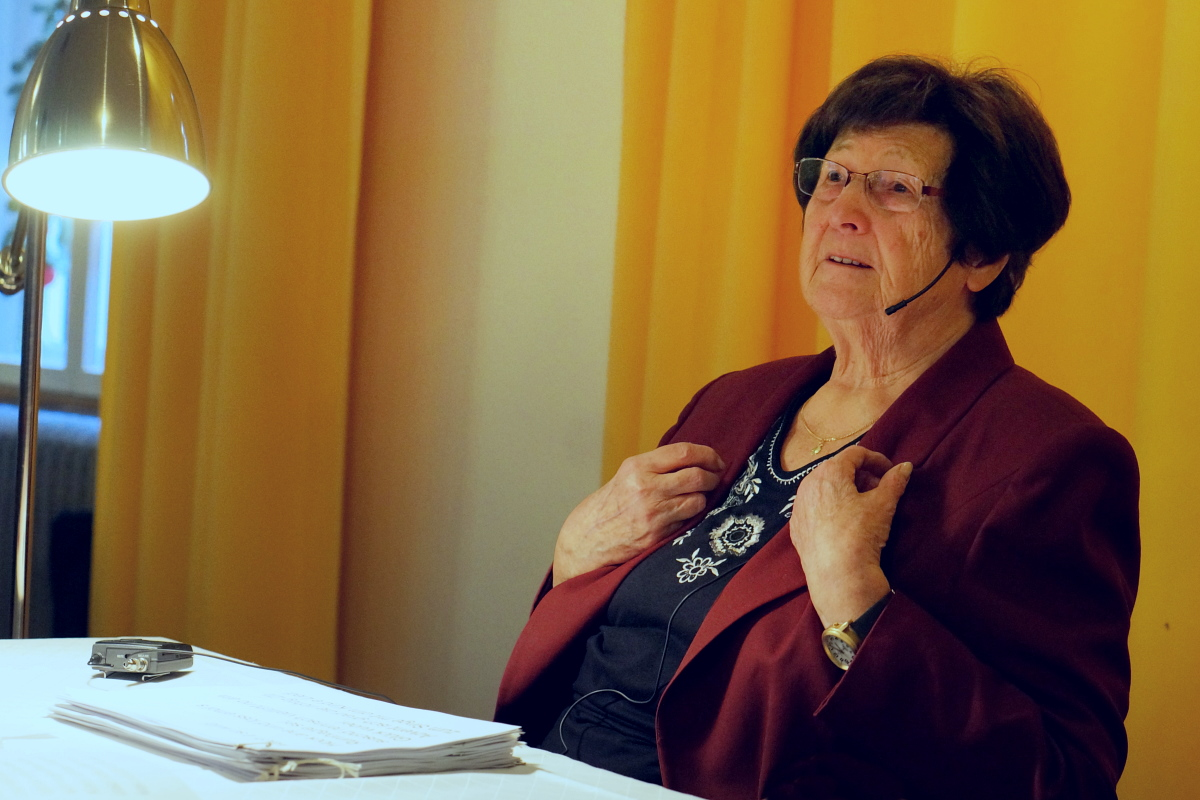
Rosemarie Banholzer bei einem Vortrag im Dezember 2015

Rosemarie Banholzer (* 10. Februar 1925 in Konstanz als Rosemarie Amann; † 29. Juli 2023) war eine deutsche Mundartdichterin. Sie sprach und schrieb in Konstanzer Seealemannisch und in Schriftdeutsch.

## Leben
Rosemarie Banholzer war eine geborene Alemannin. Ihr Vater stammte aus Konstanz. Dessen Eltern kamen aus dem Linzgau. Ihre Mutter und deren Vater entstammten der Familie Winterhalder, die in Neustadt im Schwarzwald und Umgebung Uhren herstellte. Banholzer wuchs in Konstanz am Seerhein auf, zunächst im rechtsrheinischen Stadtteil Petershausen, dann im linksrheinischen Stadtteil Paradies. Nach dem Besuch der Höheren Handelsschule in Konstanz war sie nach dem Zweiten Weltkrieg zunächst im Service de Statistique du Gouvernement Français in Konstanz und dann beim Südverlag in Konstanz beschäftigt. Von 1948 bis 1976 setzte sie wegen Familiengründung in ihrer Berufstätigkeit aus. Im Jahr 1977 fing sie bei der südbadischen Tageszeitung Südkurier in Konstanz an und schied im Jahr 1989 nach Erreichung der Altersgrenze aus dem Berufsleben aus. Danach konzentrierte sie sich auf das Schreiben von Gedichten und Texten. Sie war als freie Mitarbeiterin und weiterhin als Kolumnistin für Zeitungen tätig. Ihre Wurzeln lagen über das Vermächtnis ihrer Mutter auch im Schwarzwald.

## Werk
Rosemarie Banholzer schrieb 14 Bücher in alemannischer Sprache. Daneben veröffentlichte sie drei hochdeutsche Gedichtbände, außerdem produzierte sie zwei CDs. Sie übertrug „Max und Moritz“ von Wilhelm Busch und das Lukasevangelium ins Alemannische. Zum Kochbuch „Alemannisch kocht und gschwätzt“ mit Cartoons von Peter Gaymann trug sie alemannische Gedichte und Texte bei. Im Buch Impressionen legte sie zu den Fotos von Peter Mosdzen ihre Gedanken zu den Architekturprojekten von Friedensreich Hundertwasser in Schriftdeutsch dar. Sie verfasste über 3000 Gedichte und Betrachtungen.

## Besonderes Engagement

### Kolumnen und Glossen
Für den regionalen Konstanzer Anzeiger schrieb sie von 1978 bis 2008 jede Woche, insgesamt also dreißig Jahre lang, eine leicht satirische Mundartkolumne „s´Frichtle monnt…“ (in hochdeutsch ungefähr: „Das Gassenkind meint…“). Einige der Themen, die zeitlos sind, waren: 
- Bald sind Wahle
- Bienle-Sorge
- Dapetewechsel
- Ein Tip fir d'Ferie: Im Hegau wandre
- Europa-Fenschter
- Ferie dehomm
- Frühjohrsbutz
- Gangarte
- Großvaters Uhr
- Morgeschtund
- So'n Schatz hom mir am See
- Trachte sind Kulturgut
- Uns're Sproch
- Vu Alte Bräuch
- Warum schreib i?
- Wenn d'Sunne wärmt
- Zum Runde
- Zum Tag des Ehrenamtes

Für die Montagsausgabe des Südkuriers schrieb sie in Schriftdeutsch von 1983 bis 1990 die Kolumne für die Serie „Lachend in die neue Woche“, die von Hans Sauerbruch jeweils illustriert wurde. Außerdem schrieb sie in rund 20 Jahren in unregelmäßigen Abständen Glossen über aktuelle kommunalpolitische Themen. Auch im Radio war sie zu hören.

### Lesungen
Außerdem begleitete sie von 2003 bis 2007 die Ausstellungen der Grafiken von Friedensreich Hundertwasser mit der Lesung seiner Texte. Sie würdigte so den Menschen Friedensreich Hundertwasser als Friedensstifter und Menschenfreund und sein Werk. Die Ausstellungen mit Banholzers begleitenden Lesungen fanden in Konstanz, Freiburg im Breisgau, München, Meersburg, Zürich, Speyer, Amberg und Eutin statt.
Ihre Lesungen (schon über 2.000 bis zum Februar 2010) wurden außer im alemannischen Sprachgebiet der Schweiz, Österreichs und Süddeutschlands auch in norddeutschen Gebieten wie Berlin, Hamburg oder Eutin gern gehört. Wegen einer Augenerkrankung stellte sie ihre Lesungen 2011 ein. Bei seltenen Veranstaltungen erzählte sie später aus ihren Erinnerungen.

## Künstlerische Philosophie

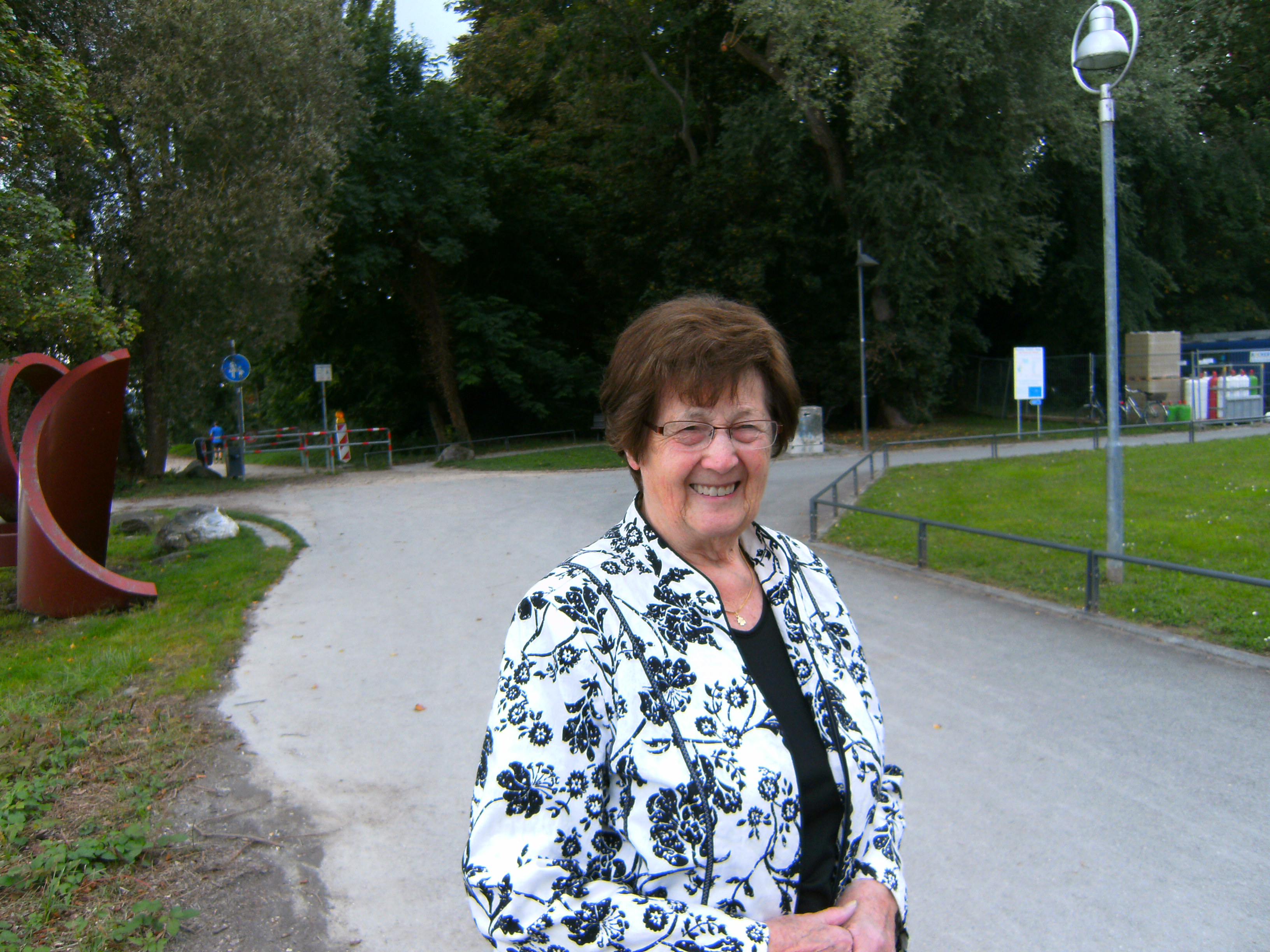
Rosemarie Banholzer im Jahr 2014 am Wendelgardweg in Konstanz

Für Rosemarie Banholzer war das Alemannische die Sprache des Herzens. Banholzer brachte die Natur, die vergänglichen Zeiten sowie das menschliche Miteinander und Füreinander auf einen Nenner. Bei den seealemannischen Texten war zu erkennen, dass sie dem Volk gehörig aufs Maul geschaut hatte. Immer vermittelte sie den Grundgedanken: Leben und leben lassen. Ihre Themen fand sie beim Gedankenaustausch mit ihren Gesprächspartnern, entwickelte sie durch ständiges Überdenken weiter und formulierte sie schließlich endgültig.
Zwar war das Alemannische (Konstanzerische) ihre Muttersprache. Im Schriftdeutschen drückte sie sich indes gewandt in einem besonderen Versmaß aus. Zudem drückten ihre Verse ihre Verbundenheit mit den Menschen und der Natur aus (ähnlich wie bei Annette von Droste-Hülshoff).
Anhand eines ihrer Gedichte kann man ermessen, dass der gleiche Sachverhalt auf Alemannisch und in Schriftdeutsch zwar unterschiedlich komponiert ist, aber beide Male die Sprachmelodie trifft.
Auf Schriftdeutsch:
„26. Dezember 1999

Als der Sturm die Bäume knickte,

Wurzeln aus der Erde riss,

als die Uhr entgegentickte

dem Neujahr, war’s ungewiss,

ob die Wende in der Zeit

Folgen hätte im Getriebe

unserer Fortgeschrittenheit?

Angst und Stürme gleichermaßen

legten sich – 

das Jahr Zweitausend

ohne Sonderheit begann,

doch es wird noch Jahre dauern,

bis die Kinderbäume bilden

– großgewachsen – einen Tann.“

Rosemarie Banholzer, 2000
Auf Seealemannisch:
„De Sturm ‚Lothar‘

Wo de Sturm die Böm hot knickt,

d'Wurzele usem Bode grisse,

wo d’Uhr hot vugegetickt

dem Neujohr, hond alle wisse

welle, ob die Wende vu de Zit

Folge im Getriebe hot

vu dem Fortschritt erdewiet;

d'Angscht und d'Stürm

hond sich vezoge

s Johr Zweitusig fangt ruhig a.

aber 's wird zwei Lebe bruuche,

bis mer zu de junge Pflänzle

wieder ‚Wälder’ sage ka“

Rosemarie Banholzer, 2000

## Würdigungen

### Auszeichnungen
Ab dem Jahr 1979 war Rosemarie Banholzer Mitglied in der Muettersproch-Gsellschaft in Freiburg im Breisgau. Dort lernte sie die alemannischen Dichterkollegen Walter Fröhlich, Bruno Epple, Hans Flügel, Thomas Burth, Manfred Bosch, Karl Kurrus, Gerhard Jung und viele andere kennen. Die Hegauer Gruppe der Muettersproch-Gsellschaft verlieh ihr 1997 die Johann-Peter-Hebel-Medaille. Des Weiteren verliehen ihr 1997 die Badener Vereine in Deutschland die Verdienstmedaille. Mit einer Auszeichnung, die über das alemannische Sprachgebiet hinaus reicht, dem Verdienstkreuz am Bande der Bundesrepublik Deutschland, wurde sie 1999 ausgezeichnet. Sie war Ehrenmitglied im „Verein der Badener von Hamburg und Umgebung e. V.“ Von der urkonstanzer Karnevalsgesellschaft Elefanten A.-G. war sie zum Ehrenelefantinchen ernannt worden. Der Gemeinderat der Großen Kreisstadt Konstanz verlieh ihr am 29. Januar 2015 die Goldene Ehrennadel für hervorragendes bürgerschaftliches Engagement. Der Oberbürgermeister der Stadt Konstanz überreichte sie ihr zum 90. Geburtstag am 10. Februar 2015. Die Regionalgruppe Seealemanne der Muettersproch-Gsellschaft verlieh ihr im November 2015 die „Ehremitglidschaft“, weil sie das Alemannische hoch gehalten hat.

### Charakterisierung
- Sie hat die seltene Gabe, Ernstes mit Heiterem zu verbinden. Klaus von Trotha 1999 bei der Verleihung des Bundesverdienstkreuzes.[25]
- Sie teilt ihre positive Lebenseinstellung mit und macht Mut. Hans-Peter Repnik 2004 bei ihrer Tausendsten Lesung.[26]

### Rundfunkinterviews
Ihre Gedanken zum 90. Geburtstag erzählte Rosemarie Banholzer im SWR4 Studio in echt seealemannischer Sprache:
- Rosemarie Banholzer gab ein Rundfunk-Interview im SWR4 vom 5. Februar 2015 in Seealemannisch

## Werke

### Schriftdeutsch
- Rosemarie Banholzer: Ein Blatt im Wind. Lyrische Texte. Eigenverlag, Konstanz 1982, ISBN 3-9800634-2-9 (schriftdeutsche Gedichte mit Schwarzweiß-Fotos von Ulla Ruck und Hugo Schwörer; Titelbild von Hella Wolff-Seybold).
- Rosemarie Banholzer: Des Lebens Art. Gedichte von Rosemarie Banholzer, Fotografien von Monika Oehlen. Concept design, Verlag M. Wegmann, Konstanz 2000, ISBN 3-9806314-3-5 (schriftdeutsche Gedichte).
- Rosemarie Banholzer: Unser Weg. Concept design, Verlag M. Wegmann, Konstanz, 2. Auflage. 2005, ISBN 3-9810621-1-6 (schriftdeutsche Gedichte).
- Rosemarie Banholzer, Peter Mosdzen, Friedensreich Hundertwasser: Impressionen. Concept & design, Verlag Michael Wegmann, Konstanz 2016, ISBN 978-3-9817535-0-9 (Architekturprojekte: Friedensreich Hundertwasser, Photographien: Peter Mosdzen, schriftdeutsche Gedichte: Rosemarie Banholzer).

### Seealemannisch
- (als) Rosemarie Banholzer: 100 und noch meh. Gesammelte »Frichtle«-Beiträge (Konstanzer Anzeiger). Illustrationen von Jürgen Barsch. Eigenverlag, Konstanz 1980.
- (als) Rosemarie Banholzer: Des und sell. Neue Gedichte in see-alemannischer Mundart. Illustrationen von Jürgen Barsch. Eigenverlag, Konstanz 1980.
- (als) Rosemarie Banholzer: Nämme, wie's kunnt. Geschichtle und Gedichtle in see-alemannischer Mundart. Illustrationen von Jürgen Barsch. Eigenverlag, Konstanz 1984, ISBN 3-9800634-3-7 (im Anhang befindet sich ein Kurz-Wörterbuch Alemannisch - schriftdeutsch).
- (als/de) Rosemarie Banholzer: Wenn's weihnachtet. Gedichte und Erzählungen in Alemannischer Mundart und Schriftdeutsch. Mit Batikbildern von Beate Padberg. Band 1. Verlag des Südkurier, Konstanz 1985, ISBN 3-87799-065-7 (im Anhang befindet sich ein Kurz-Wörterbuch Alemannisch - schriftdeutsch).
- (als) Rosemarie Banholzer: Glacht und sinniert. Neue Gedichtle und Geschichtle in seealemannischer Mundart. Illustrationen von Jürgen Barsch. Selbstverlag, Konstanz 1988.
- (als) Rosemarie Banholzer: Gschenkte Zit. Neue Sache zum Nochdenke und Lache. Mit Seidenmalerei und Batikbildern von Beate Padberg. Friedrich Bahn Verlag GmbH, Konstanz, 1989, ISBN 3-7621-1903-1 (im Anhang befindet sich ein Kurz-Wörterbuch Alemannisch - schriftdeutsch).
- (als) Rosemarie Banholzer: Mir Leit vu heit. Zeichnungen von Prof. Hans Sauerbruch. Rosgarten-Verlag, Konstanz 1991, ISBN 3-87685-131-9.
- (als) Rosemarie Banholzer: Wenn de Evangelischt Lukas alemannisch gschwätzt het denn het er die froh Botschaft verzellt wie d Rosemarie Banholzer. Mit Bildere vu de Christine Schmidt-Heck. Weidling Verlag, Stockach-Wahlwies 1992, ISBN 3-922095-25-9. (Übertragung des Lukas-Evangeliums ins See-Alemannische. Im Anhang befindet sich ein Kurz-Wörterbuch Alemannisch - schriftdeutsch.)
- (als) Rosemarie Banholzer: Vu nint kunnt nint. Gedichte und Kurzgeschichten in seealemannischer Mundart. Umschlagbild von Jürgen Barsch. Eigenverlag, Konstanz 1994. (Im Anhang befindet sich ein Kurz-Wörterbuch Alemannisch - schriftdeutsch).
- (als) Rosemarie Banholzer: Guck emol. Neie Sache zum Sinniere und Lache. Fotos von Ulla Ruck. Concept design, Verlag M. Wegmann, Konstanz 1998.
- (als) Rosemarie Banholzer: Geschichten von Wilhelm Busch in alemannischer Mundart. Max und Moritz, Hans Huckebein, Plisch und Plum, übertragen ins Alemannische. Concept design, Verlag M. Wegmann, Konstanz 1999, ISBN 3-9806314-1-9.
- (als) Rosemarie Banholzer: Mitenand vewobe. Concept design, Verlag M. Wegmann, Konstanz 2000, Illustrationen von Beate Padberg, ISBN 3-9806314-4-3. (Im Anhang befindet sich ein Kurz-Wörterbuch Alemannisch - schriftdeutsch).
- (als/de) Rosemarie Banholzer: Alemannisch kocht und gschwätzt. Mit Cartoons von Peter Gaymann, Rezepte Thomas Pesec. Concept design, Verlag M. Wegmann, Konstanz 2002, ISBN 3-00-018654-9.
- (als) Rosemarie Banholzer: Wenn's weihnachtet. Band 2. Gedichte und Kurzgeschichten in Mundart. Eigenverlag, Konstanz, 3. Auflage. 2005, ISBN 3-9806314-6-X.

### Wiedergabe in Anthologien
- Herbert Gröger (Hrsg.): Lyrische Annalen. Band 1 1985, Band 2 1986.
- Glitzrige Bodesee. In: Baedeker: Bodensee, Oberschwaben. Verlag Karl Baedeker, Ostfildern 1997, ISBN 3-87504-403-7, S. 93.
- Landratsamt Konstanz (Hrsg.): Der Landkreis Konstanz. Konstanz 1989, DNB 901210889.
- Heinz Finke: Sonnige Höhen, leuchtende Ufer. Hegau, Höri, Bodanrück. Ein literarischer Reiseführer. Bahn-Verlag, Konstanz 1993, ISBN 3-7621-8010-5.
- Deutsche Mundarten an der Wende. Rhein-Neckar-Verlag 1993.
- Ludwig Sougmagne: Litanei. 1996.
- Markus Manfred Jung: weleweg – selleweg. Drey-Verlag, Gutach 1996, ISBN 3-9804636-2-1, S. 52–59.
- Manfred Görlach: Wilhelm Buschs Hans Huckebein in 65 deutschen Dialekten. Universitätsverlag C. Winter, Heidelberg 1997, ISBN 3-8253-0564-3.
- Manfred Görlach (Hrsg.): Metamorphosen. Universitätsverlag C. Winter, Heidelberg 1997, ISBN 3-8253-0549-X.
- Rita G. Fischer (Hrsg.): Die Nacht ist still und doch voll Jubel (= Reihe Weihnachts-Anthologie. Band 11). Edition Fischer, Frankfurt 1999, ISBN 3-89501-910-0.
- Manfred Görlach (Hrsg.): Wilhelm Buschs Plisch und Plum in 40 deutschen Mundarten. Universitätsverlag C. Winter, Heidelberg 1999, ISBN 3-8253-0944-4.

### Alemannische Lesungen auf CD
- Rosemarie Banholzer: Wilhelm Busch, Max und Moritz, Hans Huckebein, Plisch und Plum. Musikalisch umrahmt von Hans und Thomas Banholzer, concept design gmbh, Konstanz, ISBN 3-9806314-2-7.
- Rosemarie Banholzer: Wägedem. Gedichte und Jazz auf Konschtanzer Art. Musikalisch umrahmt, concept design gmbh, Konstanz (Human touch Studio, Konstanz Juli 2001), ISBN 3-9806314-5-1.

## Filme
- Muettersproch-Gsellschaft: Rosemarie Banholzer bei youtube
- Gaby Scheewe-Pfeil/Muettersproch-Gsellschaft: Rosemarie Banholzer - Bodenseealemannisch bei youtube
- Gaby Scheewe-Pfeil/Muettersproch-Gsellschaft: Rosemarie Banholzer - Mundart als Muttersprache bei youtube
- Gaby Scheewe-Pfeil/Muettersproch-Gsellschaft: Rosemarie Banholzer - Mundart kommt von Herzen bei youtube